# Ermida de São Sebastião (Rabo de Peixe)
 Ermida de São Sebastião é uma ermida açoriana localizada na freguesia de Rabo de Peixe, concelho de Ribeira Grande, na Ilha de São Miguel.
Na opinião do crítico de arte micaelense Dr. Luís Bernardo Leite de Ataíde este templo é está entre um dos melhores exemplares da arquitectura religiosa dos Açores do século XVIII. Esta curiosa ermida já existia no tempo do Padre António Cordeiro, que a ela se refere na sua História Insulana, dizendo que existe uma ermida de São Sebastião no fim do lugar, para o poente.
Anotou, a respeito do templo, o Dr. Ernesto do Canto, que Sebastião da Arruda da Costa, falecido a 22 de Março de 1759, no vinculo que instituiu para seu filho incluiu as casas, terra e esta Ermida, conforme escritura de 5 de Janeiro de 1722, nas notas de José Tavares de Mello, da Ribeira Grande.
Segundo aquele critico descreveu no seu livro Ermidas Micaelenses, este templo apresenta muitos e interessantes motivos arquitectónicos, próprios daquele século, como fusos e suásticas, havendo na base das pirâmides que encimam a verga da porta, e em  algarismos  separados,  a  data  de  1712, possivelmente a da construção. Iguais motivos se taparam na pequena sineira.
«Na parede do lado norte abre-se uma porta igual à do frontispício, com azulejo azul e branco alusivo a São Sebastião, coroado por uma pequena ânfora donde saem três flores». No seu interior, as paredes da capela apresentam-se revestidas de azulejo de pintura solta com rodapé de laçaria. «Na parede do sul da ermida abrem-se três arcos de comunicação com a sacristia».